# Venusia kukunoora
Venusia kukunoora är en fjärilsart som beskrevs av Eugen Wehrli 1931. Venusia kukunoora ingår i släktet Venusia och familjen mätare. Inga underarter finns listade i Catalogue of Life.